# گنبد آهنین
گنبد آهنین (به عبری: כִּפַּת בַּרְזֶל) یک سامانهٔ دفاع هوایی کوتاه‌برد است که راکت‌ها و گلوله‌های توپ را در فاصلهٔ ۴ تا ۷۰ کیلومتر هدف قرار می‌دهد. این سیستم از راداری چندمنظوره و یک یا چند راکت‌انداز با ۲۰ لانچر شلیک موشک تامیر تشکیل می‌شود که قادر است محل اصابت راکت دشمن را پیش‌بینی کرده و به منظور صرفه‌جویی در هزینهٔ راکت‌هایی را که محل برخورد آن‌ها در مناطق خالی از سکنه است، نادیده بگیرد. گنبد آهنین بخشی از مجموعه‌ای از سامانه‌های دفاعی است که ختس، فلاخن داوود و غیره را نیز شامل می‌شود. ایالات متحده از سال ۲۰۱۱ تا ۲۰۲۱ در توسعهٔ سیستم دفاعی گنبد آهنین در مجموع ۱٫۶ میلیارد دلار کمک کرد و اهدای یک میلیارد دلار دیگر از سوی کنگرهٔ ایالات متحده در سال ۲۰۲۲ تصویب شد.
در نوامبر ۲۰۱۲، بیانیه‌های رسمی نشان داد که گنبد آهنین بیش از ۴۰۰ موشک را رهگیری کرده است. تا اواخر اکتبر ۲۰۱۴، سامانه‌های گنبد آهنین بیش از ۱٬۲۰۰ راکت را رهگیری کرده بودند. علاوه بر پیاده‌سازی زمینی، در سال ۲۰۱۷ گزارش شد که سکوهای گنبد آهنین در آینده روی ناوها در دریا مستقر خواهند شد تا از سکوهای گازی فراساحلی محافظت کنند.

## دلایل و تاریخچهٔ طراحی
حزب‌الله لبنان از دههٔ ۱۹۹۰ میلادی با پرتاب راکت به سمت خاک اسرائیل، به چالشی امنیتی برای نیروهای دفاعی اسرائیل تبدیل شد؛ لذا ایدهٔ ساخت سامانهٔ ضدموشکی کوتاه‌برد مستقل اسرائیلی مطرح شد اما مقامات آمریکایی آن را شدنی نمی‌دانستند.
در سال ۲۰۰۴، ژنرال دانیل گلد به ریاست واحد تحقیق و توسعهٔ نیروهای دفاعی اسرائیل منصوب شد، احتمال ساخت این سامانه قوت گرفت. حزب‌الله لبنان در جنگ سال ۲۰۰۶ حدود ۴ هزار راکت توپخانه‌ای را، که بیشتر آن‌ها از انواع کوتاه‌برد کاتیوشا بودند، به سوی شمال اسرائیل شلیک کرد. این حملات جان ۴۴ شهروند غیرنظامی اسرائیل را گرفت و ۲۵۰ هزار نفر را وادار به ترک خانه و کاشانهٔ خود کرد.
یک سال پس از جنگ ۳۳ روزه، امیر پرتس، وزیر جنگ وقت اسرائیل اعلام کرد کمپانی اسرائیلی رافائل که تولیدکنندهٔ تجهیزات نظامی است، برای مقابله با تهدیدهای آینده یک سپر دفاع موشکی جدید خواهد ساخت که جلوی حملات موشکی به خاک اسرائیل را بگیرد، تکمیل و گسترش این سپر دفاعی جدید، چند سال زمان برد و نهایتاً اوایل سال ۲۰۱۱ به خدمت گرفته شد.
پیش از آغاز طراحی گنبد آهنین مقامات دفاعی اسرائیل به تحقیق و آزمایش بر روی سیستم‌های دیگری برای مقابله با راکت‌های توپخانه‌ای و گلوله‌های توپ و خمپاره مشغول بودند. یکی از آن‌ها پروژهٔ مشترک آمریکا و اسرائیل به نام سیستم لیزری نتیلوس بود که با اشعهٔ لیزر راکت‌ها را در هوا منفجر می‌کرد. پروژهٔ ساخت این سلاح لیزری که اهداف خود را با اشعه لیزر نابود می‌کرد، در سال ۲۰۰۵ در حالی که ۳۰۰ میلیون دلار هزینه برداشته بود، به دلیل اندازهٔ بسیار بزرگ، هزینهٔ بالا و عملکرد ضعیف، متوقف شد. در فوریهٔ ۲۰۰۷ وزیر دفاع اسرائیل، امیر پرتس، انتخاب گنبد آهنین را به‌عنوان راه‌حل اسرائیلی برای مقابله با تهدیدات موشکی کوتاه‌برد اعلام کرد.

## مشخصات و عملکرد

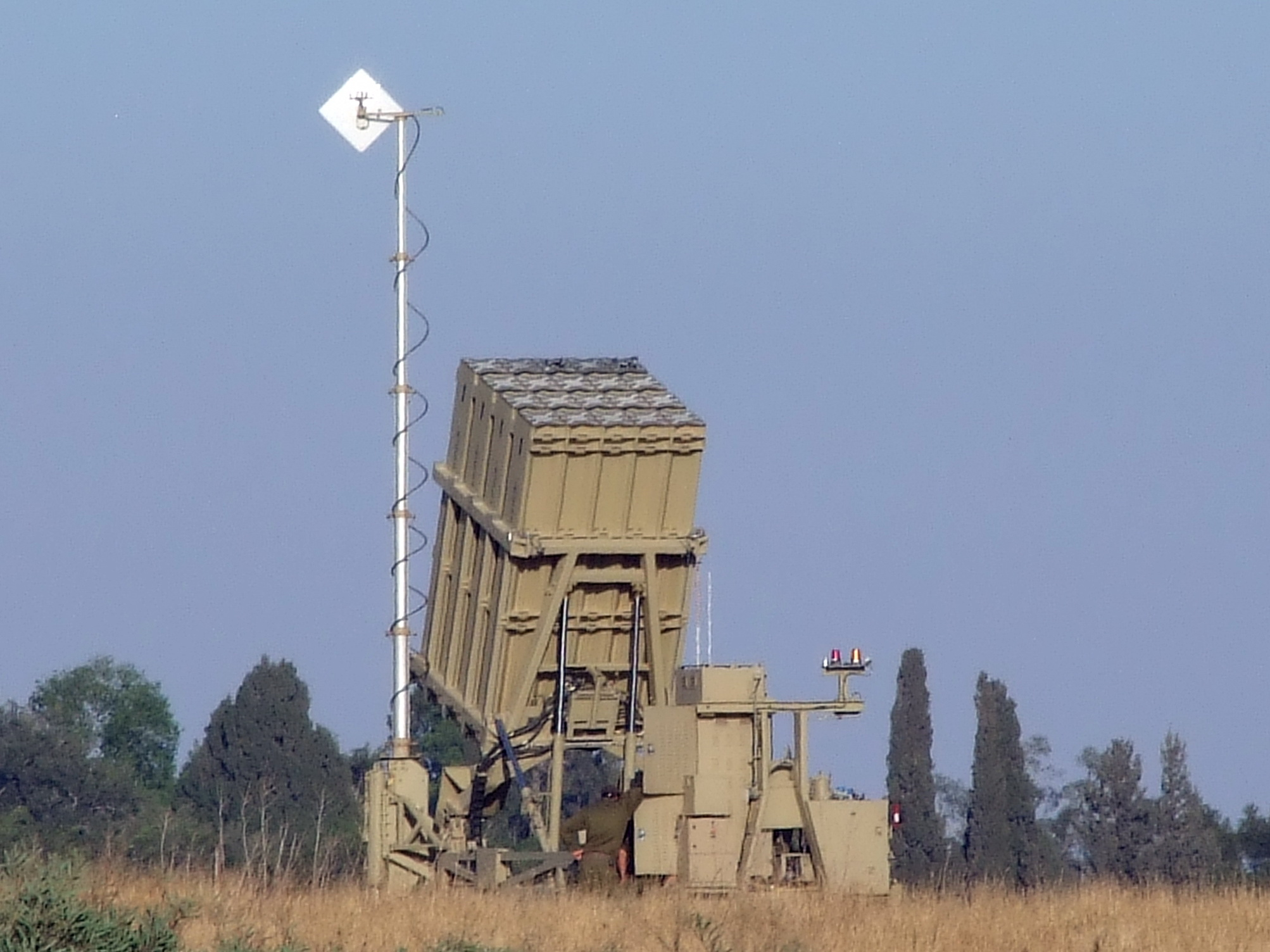
یک آتشبار در نزدیکی سدروت

سیستم پدافندی گنبد آهنین برای مقابله با راکت‌های کوتاه‌برد و گلوله‌های توپ و خمپاره طراحی شده و همچنین از قابلیت رهگیری و انهدام هواپیماهای دشمن، که در ارتفاع حداکثر ۱۰ هزار متری از سطح زمین پرواز می‌کنند، برخوردار است و می‌تواند به عنوان یکی از لایه‌های دفاع هوایی ضد هواپیمای اسرائیل که از سیستم‌های موشکی بهینه شده پاتریوت در خط اول و هاوک در خط دوم تشکیل می‌شود، از آسمان این کشور حفاظت کند. در کنار این‌ها سیستم دفاع موشکی ختس (پیکان) وظیفه مقابله با موشک‌های بالستیک میان‌برد (مانند موشک‌های شهاب) را بر عهده دارد.

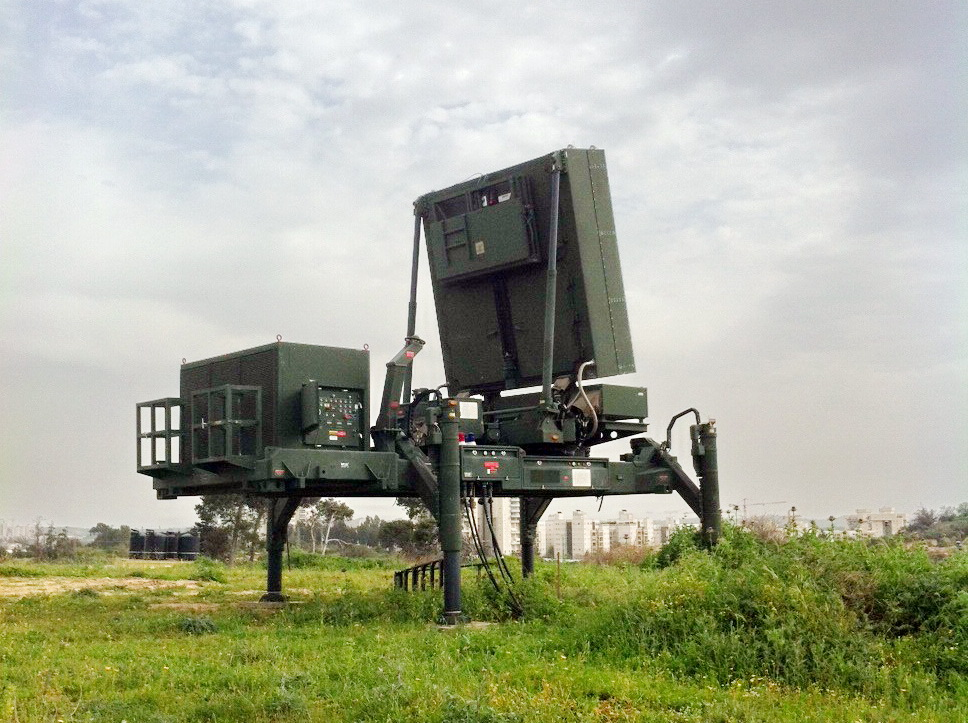
گنبد آهنین از رادار التا ای‌ال/ام-۲۰۸۴ استفاده می‌کند

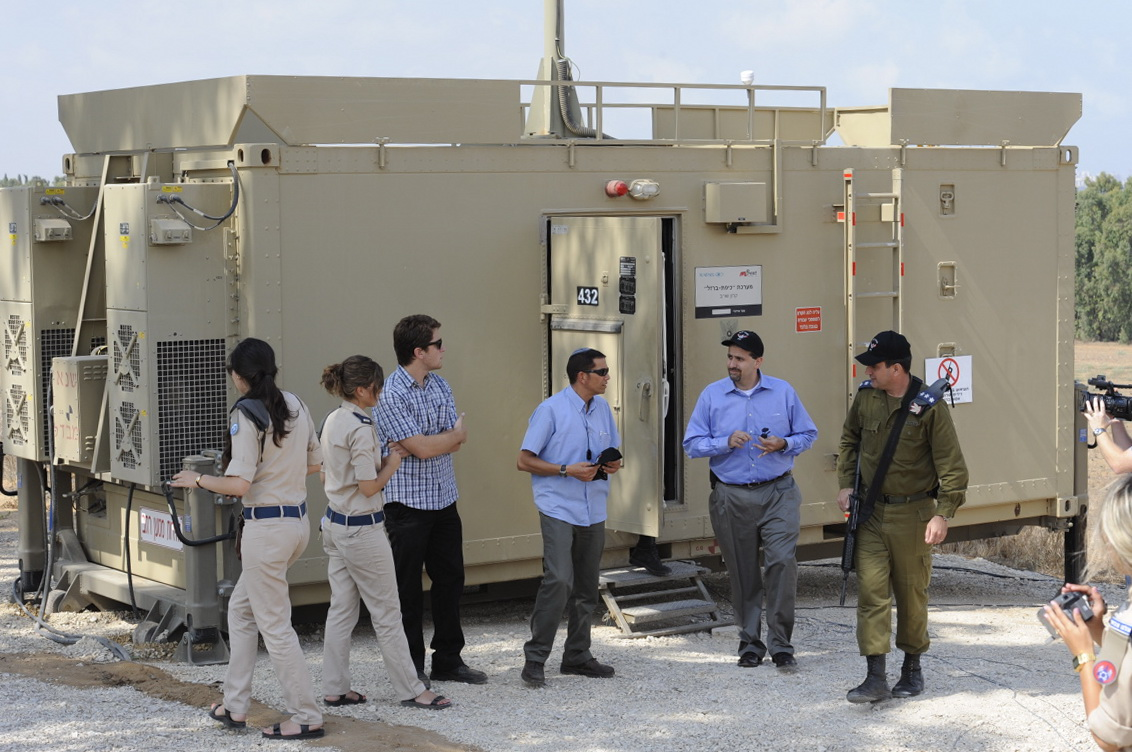
دستگاه فرمان موشک‌انداز

برد مؤثر سیستم گنبد آهنین در مسافت‌های ۴ تا ۷۰ کیلومتری است اما رافائل قصد دارد آن را تا ۲۵۰ کیلومتر افزایش دهد. به گفته سازندگان این سیستم موشکی، گنبد آهنین قابلیت فعالیت در شب و شرایط نامساعد آب‌وهوایی را هم دارد و می‌تواند به‌طور همزمان به چندین تهدید پاسخ دهد. این سیستم از سه بخش اصلی تشکیل می‌شود:
- رادار ردیابی و پیگیری: این سامانه راداری ساخت شرکت التا از شرکت‌های تابع صنایع هوافضای اسرائیل است. این رادار ای‌ال‌ام-۲۰۸۴ نام دارد و قادر است راکت را پیدا کرده و مسیر حرکت آن را دنبال کند.
- سیستم مدیریت نبرد و کنترل سلاح: مرکز فرمان گنبد آهنین را یک شرکت نرم‌افزاری اسرائیلی به نام سامانه‌های ام‌پرست به سفارش رافائل ساخته است. این واحد بر اساس داده‌هایی که از رادار به آن می‌رسد مشخص می‌کند که آیا موشک در یک مرکز جمعیتی فرود خواهد آمد یا خیر. فقط در صورتی که اینچنین باشد موشک‌های رهگیر به سوی هدف شلیک خواهند شد.
- واحد پرتاب موشک: این واحد از پرتابگرهایی تشکیل می‌شود که موشک تامیر را شلیک می‌کنند. موشک تامیر که در صنایع دفاعی رافائل ساخته می‌شود به حسگرهای الکترو-اپتیک مجهز است و چند باله برای افزایش مانور پذیری دارد.

## هزینه
آمریکا از سال ۲۰۱۱ تا ۲۰۱۳ نزدیک به ۹۰۰ میلیون دلار برای تولید این سیستم به اسرائیل کمک مالی کرده است. مجلس نمایندگان آمریکا با تصویب کمک ۶۸۰ میلیون دلاری در بودجه سال ۲۰۱۳ کشور خواستار شده که در ازای آن تکنولوژی این سیستم در اختیار آمریکا گذاشته شود و در صورت نیاز به تولید مشترک آن نیز اقدام شود. به همان شیوه‌ای که در مورد موشک ضد بالستیک ختس و موشک سطح‌به‌هوای در حال طراحی فلاخن داوود اقدام شده و تکنولوژی آن‌ها به ایالات متحده منتقل شده است.
پروژه گنبد آهنین در طول پنج سال نخست در مجموع حدود ۵۵ میلیون دلار هزینه داشته است. مقامات اسرائیل معتقدند در مجموع ۱۳ سکوی عملیاتی از این سیستم دفاع هوایی کشور را به‌طور رضایتبخشی تأمین می‌کنند.
هزینه برپا کردن هر سکوی عملیاتی گنبد آهنین، ۵۰ میلیون دلار است. ۵ سکوی عملیاتی تا سال ۱۳۹۱ مستقر شدند، مقامات اسرائیل در نظر داشتند که تا پایان سال ۲۰۱۳ هشت سکوی دیگر را نیز اضافه کنند. هزینه ساخت هر یک از موشک‌های رهگیر تامیر حدوداً ۶۰ هزار دلار است. در حالی که هزینهٔ یک راکت قسام ۸۰۰ دلار است.
رئوون پداتزور تحلیلگر نظامی، خلبان سابق، و پروفسور علوم سیاسی در دانشگاه تل‌آویو، با مقایسهٔ هزینهٔ هر موشک رهگیر تامیر با هر موشک قسام، این سامانه را از لحاظ صرفهٔ اقتصادی مورد نقد قرار داده است و می‌گوید شلیک تعداد زیادی قسام می‌تواند از لحاظ اقتصادی اسرائیل را تهدید کند.مقامات رسمی در پاسخ به این انتقاد معتقدند که این سیستم جلوی حملات موشکی بالقوه کشنده‌ای را می‌گیرد که می‌توانند کشور را به سوی جنگی سوق دهند که هر روز آن ۳۸۰ میلیون دلار هزینه دارد.

## صادرات احتمالی

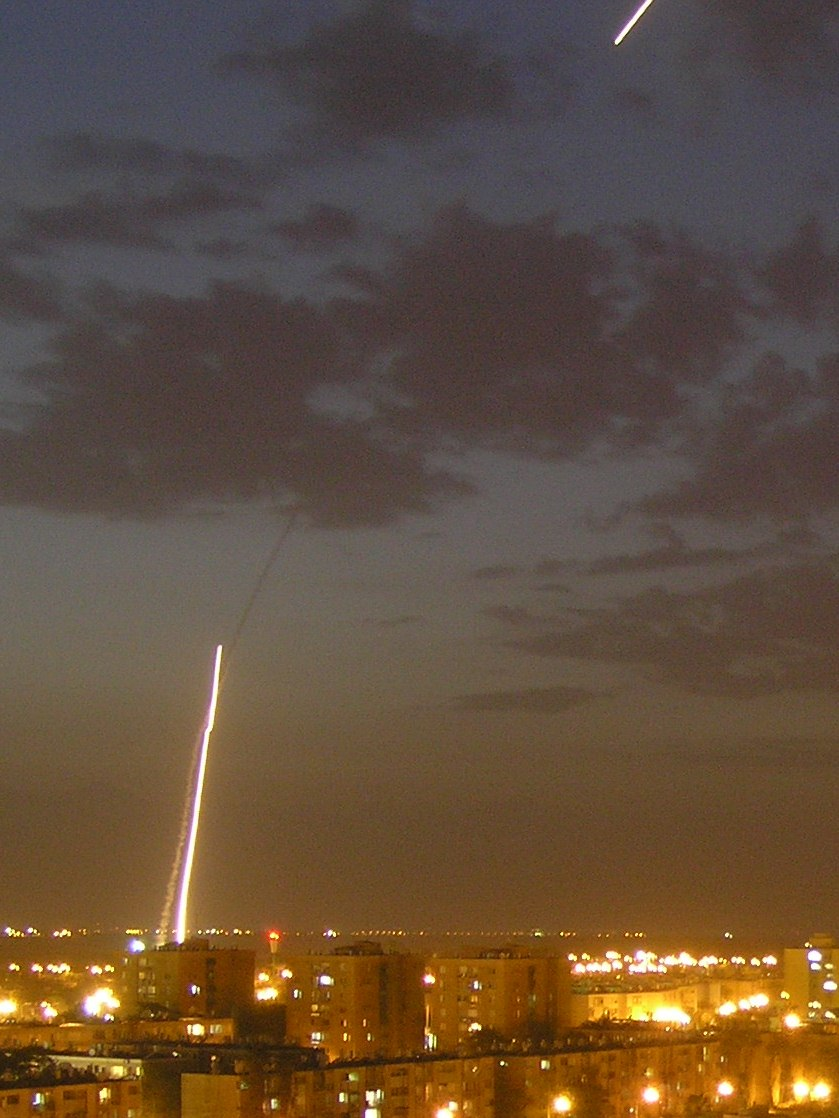
رهگیری یک راکت توسط گنبد آهنین در بالای یک منطقه پرجمعیت

ناتو
اورشلیم‌پست در سال ۲۰۱۰ گزارش داد که اسرائیل با برخی کشورهای اروپایی در مورد فروش این موشک برای حفاظت از پایگاه‌های ناتو در عراق و افغانستان وارد مذاکره شده است.
 کره جنوبی
کوان اوه-بونگ در سفر سال ۲۰۱۱ به اسرائیل نسبت به خرید این سیستم، به منظور مقابله با خطر موشک‌های بالستیک، راکت‌ها و توپخانه کره شمالی، ابراز علاقه کرد.
 ایالات متحده آمریکا
در ۱۶ اوت ۲۰۱۱ کمپانی موشک‌سازی ریتیون اعلام کرد که با صنایع دفاعی رافائل برای بازاریابی این سیستم در آمریکا همکاری خواهد کرد. ریتیون معتقد است گنبد آهنین سلاح مناسبی برای پایگاه‌های واقع در محل نبرد آمریکا است و می‌تواند با سیستم‌های موجود دفاع هوایی هماهنگ شود.
در ۱۰ نوامبر ۲۰۱۱ اورشلیم‌پست گزارش داد که نیروی زمینی آمریکا نسبت به خرید این موشک برای پایگاه‌های خود در عراق و افغانستان ابراز علاقه کرده است.. ،
 هند
اکونومیک تایمز در ۲۳ نوامبر ۲۰۱۲ گزارش داد که مقامات دفاعی هند در حال بررسی احتمال تجهیز ارتش هند به یک نسخه بومی از این سیستم هستند. چند ماه قبل از آن نیز دانشمندان سازمان تحقیق و توسعه دفاعی این کشور پیشنهاد کرده بوده‌اند که برنامه مشترکی با اسرائیل برای طراحی یک نسخه هندی از گنبد آهنین در نظر گرفته شود. به اعتقاد آن‌ها نیازهای دفاع موشکی کوتاه‌برد اسرائیل از برخی جهات با نیازهای هندی‌ها مشابهت دارد. یکی از تهدیداتی که هند از ناحیه پاکستان احساس می‌کند استفاده از موشک‌های بالستیک صحنه نبرد نصر برای پرتاب بمب‌های اتمی است و شاید گنبد آهنین بتواند بازدارندگی مؤثری را از این ناحیه ایجاد کند.
 سنگاپور
برخی منابع فروش این سیستم به سنگاپور را تأیید کرده‌اند.